# Габор, Джоли
Джоли Га́бор (англ. Jolie Gabor, более известная как «Мама Джоли», 30 сентября 1896, Будапешт — 1 апреля 1997, Палм-Спрингс, Калифорния) — американская предпринимательница и светская львица, мать Жа Жи Габор, Эвы Габор и Магды Габор.

## Биография
Джоли Габор, урождённая Янчи Тиллеман (венг. Tilleman Jancsi), родилась в Будапеште в 1896 году в еврейской семье, хотя она сама называла датой своего рождения 1900 год. Её родители — Йона Херш Тиллеман и Хаве-Фейге Рейнхарц — происходили из Дрогобыча и Болехова (Галиция), и были заняты в ювелирном деле. Из различных свидетельств известно, что многие её родственники погибли в Холокосте.
Джоли трижды была замужем:
1. Вилмош Габор (1914—1939), венгерский офицер, отец трёх её дочерей.
2. Питер Ховард Кристман (1947—1948).
3. Граф Эдмунд «Одон» де Жигети (1957—1989).

Джоли умерла 1 апреля 1997 года в возрасте 100 лет, за два месяца до смерти старшей дочери Магды и двумя годами позже после смерти младшей дочери Эвы.

## Фильмография
- Люди против Жа Жи Габор (1991) — играет себя